# Мишальска, Майя
Мирослава Майя Мишальска Харасуович (пол. Miroslava Maya Mishalska Harasyowitz; род. 8 декабря 1971, Польша, Варшава) — мексиканская актриса польского происхождения.

## Биография
Родилась 8 декабря 1971 года в Варшаве. В возрасте 6 лет начала учиться в Варшавской консерватории игре на скрипке. После 10 лет обучения в консерватории переехала в Мексику, где стала обучаться актёрскому мастерству в Университете Веракруса.
Дебютировала как актриса в культовой мексиканской теленовелле «Просто Мария», где исполнила роль Офелии — старшей секретарши Пабло Альвеара. С того момента на её счету уже порядка 20 сериалов.
Владеет пятью языками: польским, испанским, английским, французским и в меньшей степени русским.

## Фильмография
Сериалы студии Televisa
- 2008 — «Осторожно с ангелом» — Бланка Сильва/Иветта Дорлеак
- 2007 — «Страсть» — Урсула Мансера
- 2003 — «Истинная любовь» — Мариана Бернер
- 2001 — «Мария Белен» — Урсула Арана
- 1999 — «Три женщины» — Паулина
- 1999 — «Цыганская любовь» — Астрид де Марниер
- 1997 — «Ураган» — Тельма Вильяреаль
- 1992 — «Дедушка и я» — Летисия
- 1989 — «Просто Мария» — Офелия, старшая секретарша Пабло Альвеара (дубл. Елена Павловская).

Мексиканские кинофильмы
- 1994 — «Царица ночи»
- 1991 — «Игрок»

Театральные постановки
- «Аладдин» (музыкальный спектакль)
- «Три сестры» (драматический) Антон Чехов
- «Кровавая свадьба» (трагедия) Федерико Гарсия Лорка
- «Петя и волк» (симфонический спектакль) Сергей Прокофьев